# 가수 분해 효소
가수분해효소(加水分解酵素, 영어: hydrolase)는 일반적으로 물을 사용하여 화학 결합을 분해하는 반응을 촉매하는 효소 부류로, 보통은 큰 분자를 작은 분자로 나누는 역할을 한다. 하이드롤레이스라고도 한다. 가수분해효소의 일반적인 예로는 지질가수분해효소, 인산가수분해효소, 글리코사이드 가수분해효소, 단백질가수분해효소, 뉴클레오타이드가수분해효소를 포함하는 에스터가수분해효소가 있다.
에스터가수분해효소는 지질의 에스터 결합을 절단하고, 인산가수분해효소는 분자에서 인산기를 절단한다. 중요한 에스터가수분해효소의 예로는 아세틸콜린에스터레이스가 있는데, 이 효소는 아세틸콜린을 콜린과 아세트산으로 분해하는 반응을 촉매한다. 아세트산은 신체의 중요한 대사 산물이며, 해당과정과 같은 다른 반응의 중요한 중간생성물이다. 지질가수분해효소는 글리세라이드를 가수분해한다. 글리코사이드 가수분해효소는 탄수화물에서 당 분자를 절단하고 펩티데이스는 펩타이드 결합을 가수분해한다. 뉴클레오사이드가수분해효소는 뉴클레오타이드의 결합을 가수분해한다.
가수분해효소는 분해 특성이 있기 때문에 신체에 중요하다. 지질에서 지질가수분해효소는 지방, 지질단백질 및 다른 큰 분자들을 지방산 및 글리세롤과 같은 더 작은 분자로 분해하는 데 역할을 한다. 지방산 및 기타 작은 분자는 합성 및 에너지원으로 사용된다.

## 화학
가수분해효소는 생화학에서 화학 결합의 가수분해를 촉매하는 효소이다. 예를 들어 다음과 같은 반응을 촉매하는 모든 효소는 가수분해효소이다.
A–B + H2O → A–OH + B–H
여기서 A–B는 불특정 분자의 화학 결합을 나타낸다.

## 명명법
가수분해효소의 계통명은 "기질+가수분해효소"로 명명된다. 일반명은 보통 "기질+ase"의 형식이다. 예를 들어, 뉴클레이스(nuclease)는 핵산(nucleic acid)의 결합을 절단하는 가수분해효소이다.

## 분류
가수분해효소는 효소의 EC 번호 분류 체계에서 EC 3으로 분류된다. 가수분해효소는 작용하는 결합에 따라 몇 가지 하위 부류로 더 분류될 수 있다.
- EC 3.1은 에스터 결합에 작용하는 가수분해효소이다. (에스터가수분해효소: 핵산가수분해효소, 포스포다이에스터레이스, 지질가수분해효소, 인산가수분해효소)
- EC 3.2는 당에 작용하는 가수분해효소이다. (DNA 글리코실레이스, 글리코사이드 가수분해효소)
- EC 3.3은 에터 결합에 작용하는 가수분해효소이다.
- EC 3.4는 펩타이드 결합에 작용하는 가수분해효소이다. (프로테이스/펩티데이스)
- EC 3.5는 펩타이드 결합 이외의 탄소-질소 결합에 작용하는 가수분해효소이다.
- EC 3.6은 산 무수물에 작용하는 가수분해효소이다. (헬리케이스 및 GTPase를 포함한 산 무수물 가수분해효소)
- EC 3.7은 탄소-탄소 결합에 작용하는 가수분해효소이다.
- EC 3.8은 할로젠화물 결합에 작용하는 가수분해효소이다.
- EC 3.9는 인-질소 결합에 작용하는 가수분해효소이다.
- EC 3.10은 황-질소 결합에 작용하는 가수분해효소이다.
- EC 3.11은 탄소-인 결합에 작용하는 가수분해효소이다.
- EC 3.12는 황-황 결합에 작용하는 가수분해효소이다.
- EC 3.13은 탄소-황 결합에 작용하는 가수분해효소이다.

## 임상시 고려 사항
사람의 장에서 락토바실루스 젠세니(Lactobacillus jensenii)가 분비하는 가수분해효소는 간을 자극하여 음식의 소화를 돕는 담즙산을 분비한다.

## 막 결합 가수분해효소
많은 가수분해효소, 그중 특히 프로테이스는 외재성 막 단백질로 생체막에 결합되거나 단일 막관통 나선을 통해 고정된다. 일부 효소는 마름모꼴 프로테이스와 같은 다중 막관통 단백질이다.

## 어원
가수분해효소(hydrolase)라는 단어는 "hydrolysis"(가수분해) + "-ase"(효소를 의미함)를 조합하여 "가수분해효소"라고 명명되었다.

## 같이 보기
- 산화환원효소 (EC 1)
- 전이효소 (EC 2)
- 분해효소 (EC 4)
- 이성질화효소 (EC 5)
- 연결효소 (EC 6)
- 가인산분해효소
- 세린 가수분해효소